# Radzyń Podlaski (stacja kolejowa)
Radzyń Podlaski – stacja kolejowa w Bedlnie Radzyńskim, w powiecie radzyńskim, w województwie lubelskim, położona w km 22,997 na linii kolejowej nr 30.

## Historia
Stacja powstała wraz z otwarciem linii kolejowej w 1898 roku. 
W okresie PRL poza ruchem lokalnym Łuków – Lublin, zatrzymywały się tu pociągi dalekobieżne z Gdyni, Ełku, Białegostoku i Siedlec. Okres świetności przypadł na lata 1970–1989. Po tym czasie nastąpił proces stagnacji.
W 1992 roku zlikwidowano dalekobieżne pociągi z Białegostoku i Siedlec. Cztery lata później ruch osobowy ograniczono do 1 pary pociągów na dobę. W 1996 roku na kilkanaście lat utraciła status stacji. Ruch pasażerski zawieszono całkowicie 3 kwietnia 2000 roku. Potem, nieregularnie prowadzono z niej tylko ruch towarowy do Lublina.
W latach 2016-2017 na stacji przeprowadzono prace remontowe oraz wybudowano dwustuczterometrowy peron wyspowy o wysokości 300 mm. Oświetlony jest latarniami LED, w pełni dostosowano go do potrzeb osób niepełnosprawnych, wyposażono w podwójną przeszkoloną wiatę, infokiosk, system informacji pasażerskiej, monitoring, ławki, śmietniki oraz gabloty z rozkładem jazdy.
11 czerwca 2017 roku stacja została ponownie otwarta – początkowo wyłącznie dla składów InterCity. Przez kolejne 3 lata, ze względu na objazd remontowanej linii nr 7 Warszawa – Lublin zatrzymywało się tu kilkanaście pociągów pospiesznych na dobę.
1 września 2020 roku ponownie zawieszono ruch na stacji, ze względu na rewitalizację odcinka Parczew – Lubartów. 12 grudnia 2021 roku przywrócono ruch pociągów pospiesznych, a dwa i pół roku później, od 3 marca 2024 roku wznowiono kursowanie pociągów regionalnych Łuków – Lublin.
Stacja sterowana jest przez LCS w Lubartowie od września 2017 roku.

## Dworzec

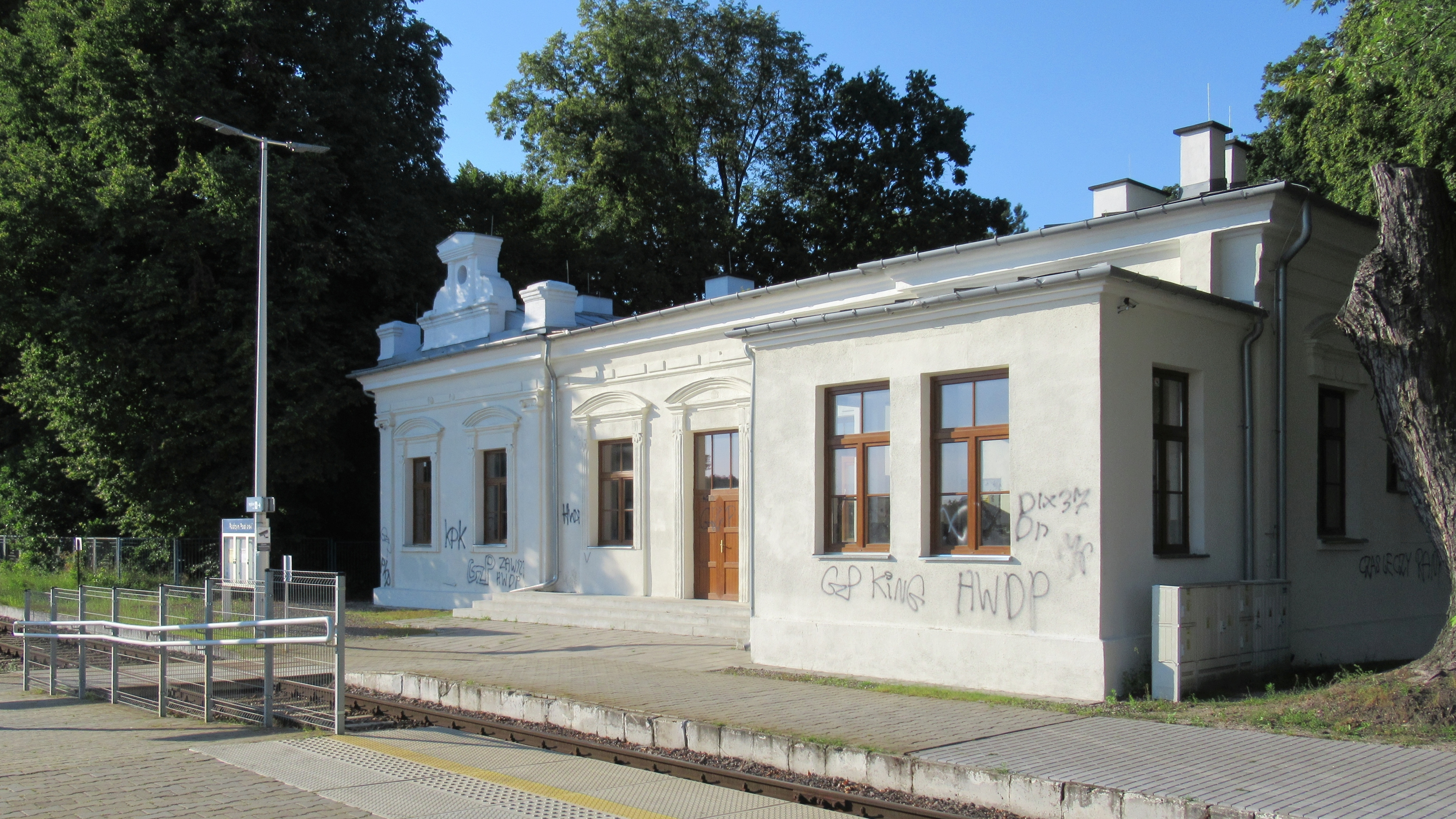
Budynek dworca, 2020

Pierwotny dworzec powstał wraz z uruchomieniem stacji w 1898 roku. Jego architektura wpisuje się w styl eklektyczny z elementami ornamentyki secesyjnej.
Zniszczony podczas I wojny światowej budynek został odbudowany po 1918 roku. W wyniku działań II wojny światowej ponownie uległ zniszczeniu. Po odbudowie w latach 50. od strony peronu do budynku dostawiono niepasującą do jego architektury przybudówkę dla dyżurnych ruchu. Ostatni remont, w ramach którego wymieniono stolarkę okienną oraz odnowiono budynek z zewnątrz miał miejsce w 2017 roku.
Dworzec jest zamknięty dla pasażerów od 2000 roku. 9 lipca 2019 roku wpisano go do rejestru zabytków.

## Ruch pasażerski
Stacja znajduje się w odległości 8,2 km od centrum miasta Radzyń Podlaski. W bezpośrednim sąsiedztwie dworca zlokalizowany jest parking na 20 pojazdów. Komunikacja publiczna nie jest dostępna, najbliższy przystanek znajduje się w odległości 1 km przy drodze krajowej nr 19.
Od grudnia 2024 roku codziennie zatrzymywały się tutaj 2 pary pociągów InterCity Warszawa – Lublin oraz 4 pary pociągów PolRegio (3 w weekendy) zapewniające dojazd do Łukowa oraz Parczewa, Lubartowa i Lublina.
Dobowa wymiana pasażerska oraz miejsce w rankingu ogólnopolskim:
| Rok  | Ilość pasażerów | Miejsce w Polsce |
| ---- | --------------- | ---------------- |
| 2017 | 50-99           | 1230             |
| 2018 | 100-149         | 937              |
| 2019 | 150-199         | 915              |
| 2020 | 20-49           | 1343             |
| 2021 | 10-19           | 2017             |
| 2022 | 50-99           | 1391             |
| 2023 | 50-99           | 1345             |
| 2024 |                 |                  |

## Pociągi w relacjach[16]
Pociągi pospieszne:
- Warszawa Zachodnia – Radzyń Podlaski – Lublin Główny – „Inka”
- Warszawa Zachodnia – Radzyń Podlaski – Lublin Główny – „Czechowicz”

Pociągi regionalne:
- Łuków – Radzyń Podlaski – Lublin Główny

## Galeria

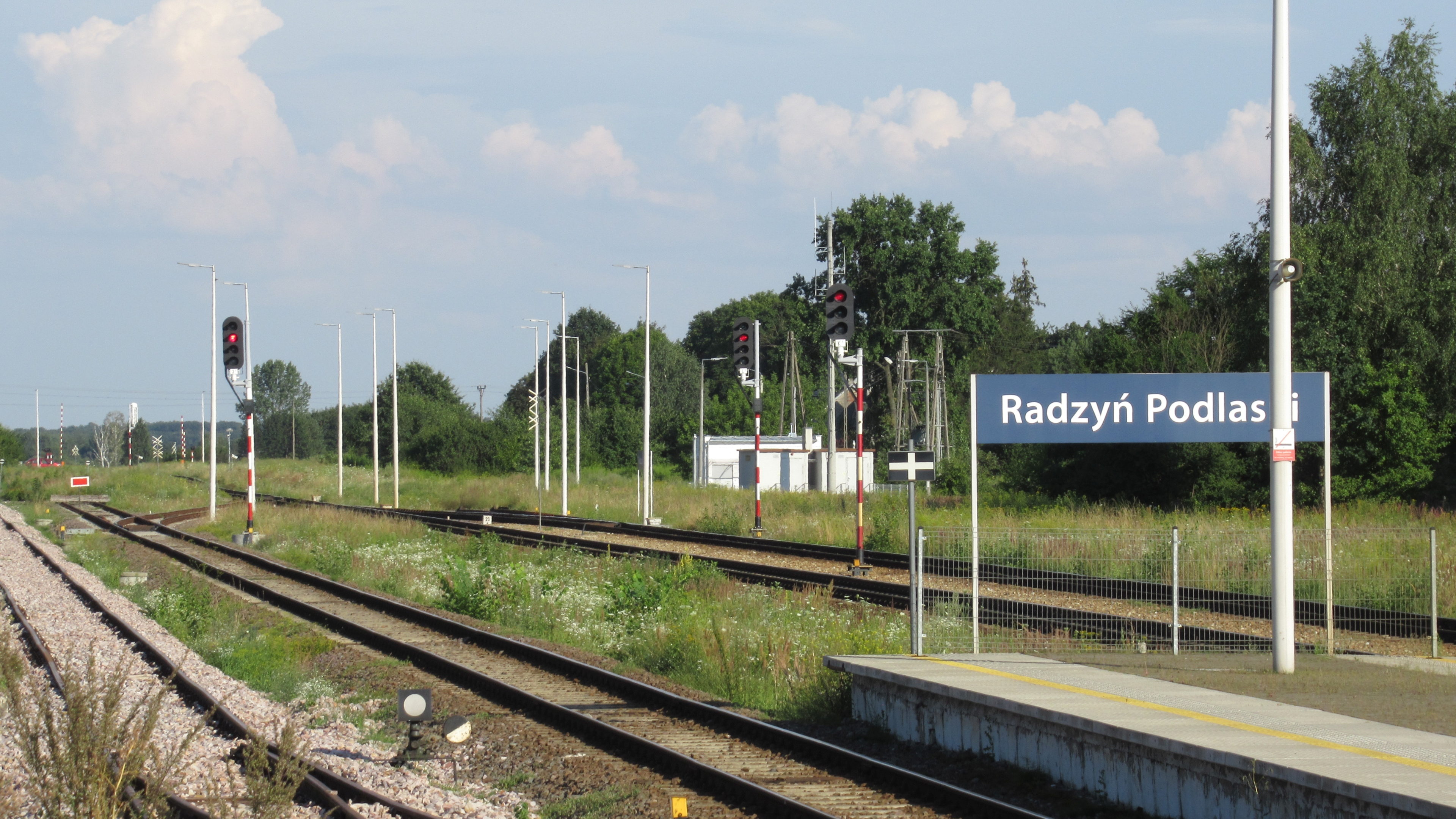
Południowo-wschodni kraniec stacji, 2020